# Walter Nicolai (Altphilologe)
Walter Nicolai (* 25. März 1933 in Frankfurt (Oder); † 19. Oktober 2018 in Mainz) war ein deutscher Altphilologe.

## Leben
Nach dem Abitur am Gymnasium in Rottweil widmete sich Nicolai zunächst von 1952 bis 1953 dem studium generale am Leibniz-Kolleg der Universität Tübingen. Anschließend studierte er Klassische Philologie, Germanistik und Philosophie an den Universitäten zu Tübingen, München, Münster, Hamburg und Mainz. Das Erste Staatsexamen in den Fächern Griechisch und Deutsch legte er 1958 in Münster ab. Seine Promotion erreichte er 1963 in Mainz bei Walter Marg mit der Dissertation Hesiods Erga. Beobachtungen zum Aufbau. Anschließend arbeitete er als Wissenschaftlicher Assistent am Mainzer Seminar für Klassische Philologie und habilitierte sich 1971 mit der Schrift Kleine und große Darstellungseinheiten in der Ilias. 1973 wurde er zum Wissenschaftlichen Rat und Professor ernannt, 1998 trat er in den Ruhestand. In den ersten fünf Jahren seines Ruhestands gab er Deutschunterricht für Migrantenkinder an der Goethe-Hauptschule in Mainz, seit 2003 gab er Lektürekurse für ausländische Studierende am Deutschen Institut der Universität Mainz.
Im Zentrum von Nicolais Forschung stand die griechische Literatur. Er verfasste Monografien zu Homer, Hesiod, Herodot und den drei attischen Tragikern Aischylos, Sophokles und Euripides. Dazu kamen zahlreiche Aufsätze und Beiträge zu Sammelbänden, in denen er auch soziopolitische und rezeptionsgeschichtliche Ansätze verfolgte.

## Schriften (Auswahl)
- Hesiods Erga: Beobachtungen zum Aufbau. Heidelberg 1964 (überarbeitete Dissertation)
- Kleine und große Darstellungseinheiten in der Ilias. Heidelberg 1973 (Habilitationsschrift)
- Versuch über Herodots Geschichtsphilosophie. Heidelberg 1986
- Zum doppelten Wirkungsziel der aischyleischen Orestie. Heidelberg 1988
- Euripides’ Dramen mit rettendem Deus ex machina. Heidelberg 1990
- Zu Sophokles’ Wirkungsabsichten. Carl Winter, Heidelberg 1992 (online siehe Weblinks)